# Equipotencialização
A equipotencialização é o ato de tomarem-se medidas para fazer com que dois ou mais corpos condutores de eletricidade possuam a menor diferença de potencial elétrico entre eles.
A equipotencialização é usada como forma de proteção elétrica de equipamentos e principalmente de pessoas, evitando que, em caso de uma falha em um equipamento elétrico, ele não venha a causar choque elétrico em um indivíduo que inadvertidamente toque-o. Isto, pois o condutor de equipotencialização, também conhecido como condutor de proteção elétrica ou fio terra, "escoa" tensão que haveria na carcaça do equipamento onde a falta ocorreu, na forma de corrente elétrica para a terra, fazendo com que a diferença de potencial entre a pessoa e a parte energizada do equipamento esteja dentro dos valores suportáveis para aquela condição.
É a pratica de unificar convenientemente os eletrodos de aterramento criando, assim, um sistema único de aterramento.